# سارة أحمد
سارة أحمد، رباعة مصرية، (من مواليد 1 يناير 1998 بمدينة الإسماعيلية)، فازت بالميدالية الفضية في وزن 81 كيلوغراما ضمن منافسات رفع الأثقال في الألعاب الأولمبية الصيفية 2024، وبالميدالية البرونزية في وزن 69 كيلوغراما ضمن منافسات رفع الأثقال في الألعاب الأولمبية الصيفية 2016.

## النشأة
ولدت سارة سمير عام 1998 لأسرة ريفية في قرية الهوانية التابعة لمحافظة الاسماعيلية، مصر. كان حلم سارة منذ الطفولة أن تصبح بطلة عالمية في رفع الأثقال خاصة وقد شجعتها أسرتها على تحقيق حلمها إذ أن والدها كان يمارس نفس اللعبة وشقيقها الأكبر محمد أيضا كان مدرب لرفع الأثقال، وكانت تحرص على الذهاب مع شقيقها الأكبر إلى تدريباته حيث اكتشفت شغفها برياضة رفع الأثقال.

## السيرة
أنضمت سارة لفريق مدرسة المؤسسة العسكرية بعد تشجيع من شقيقها ، وفي سن الحادية عشر أشتركت سارة في أول بطولة لها وحققت المركز الأول ، لم يمنعها صغر سنها من الانضمام للمنتخب المصرى لرفع الأثقال والاشتراك في بطولات أفريقية وعالمية ، و في أولمبياد الشباب بمدينة نانجينج ، الصين 2014. فازت سارة بالميدالية الذهبية 2014 فازت سارة بالميدالية الذهبية لوزن 63 كجم سيدات في رفع ثقل قدره 103 كجم في مسابقة الخطف ، و 125 كجم في مسابقة النتر بمجموع 228 كجم بفارق 18 كجم عن أقرب منافسة لها ، وكانت أول مصرية تحصد ميدالية أولمبية في منافسات السيدات .
في سن الثامنة عشر ضحت سارة بعدم حضورها امتحانات الثانوية العامة لتنضم لمعسكر المنتخب لرفع الأثقال الذي أقيم بأوزبكستان استعدادا للمشاركة في أولمبياد ريو دى جانيرو . حصلت سارة على المركز الثالث بأولمبياد ريو دى جانيرو 2016 بالبرازيل . في رفع الأثقال لوزن 68 كجم وذلك لرفع 103 كجم في مسابقة الخطف ، و 130 كجم في مسابقة النتر بمجموع 255 كجم . وتعتبر سارة سمير أصغر مصرية تستلم ميدالية برونزية على منصة التتويج الأولمبية . وكان أحد أحلام سارة ان يشاهدها والدها - الذي توفى قبل ذلك بعام - وهى تحرز هذه الميدالية في الاولمبياد .

## البطولات
- 3 ميداليات ذهب في بطوله افريقيا للناشئين بتونس عام .2012.
- 3 ميداليات ذهب في بطوله افريقيا للشباب بتونس عام 2012.
- 3 ميداليات ذهب في بطوله العالم للناشئين بالبيرو عام 2013.
- 2 فضه و1 برونز في دوره العاب البحر المتوسط بتركيا (مرسين) عام 2013.
- 3 ذهبيات في بطوله افريقيا للناشئين المؤهله لاوليمبياد الشباب بتونس عام 2014.
- 3 ميداليات ذهب في بطوله افريقيا للشباب بتونس عام 2014 .
- ذهبيه الألعاب الأوليمبيه الشباب بالصين عام 2014.
- 3 ميداليات ذهب في بطوله العالم للناشئين بالبيرو عام 2015.
- 3 ميداليات ذهب في بطوله العام للشباب ببولندا عام 2015.
- درع احسن لاعبة في بطوله العالم للشباب.
- رابع عالم كبارعام 2015 بامريكا.
- 3 ميداليات ذهب في دوره الألعاب الأفريقية عام 2015 بالكونغو برازفيل.
- 6 ميداليات ذهب في البطولة العربيه الأفرواسيويه بشرم الشييخ عام 2016.[6]